# Мой пилот, кит
«Мой лоцман, кит» (англ. My Pilot, Whale) — документальный короткометражный фильм режиссёров Александра и Николь Гратовски, показывающий непосредственное общение человека и свободных гринд в открытом океане.
Вся подводная часть съёмок осуществлена без водолазного оборудования — и оператор, и человек в кадре находятся под водой на задержке дыхания.
Премьера фильма прошла в Марселе в рамках «Всемирного фестиваля подводных изображений» в ноябре 2014. В России фильм был впервые показан 30 марта 2015 года в Санкт-Петербурге в киноклубе «Англетер». Анонс фильма на Российском телевидении состоялся 20 января 2016 на канале «Культура» в программе «Наблюдатель» с Андреем Максимовым. После участия в международных кинофестивалях полная версия фильма была выложена в Интернет для свободного просмотра.

## Название
Название фильма обыгрывает наиболее употребляемое, международное наименование гринд как китов-пилотов (англ. pilot whale), указывая, по мнению авторов картины, на ведущую, смысловую и обучающую роль дельфинов во взаимодействии с человеком, что отдельно подчёркивается в фильме закадровым текстом.

## Сюжет
С первых кадров зритель погружается в атмосферу экспедиции, видя всё происходящее глазами одного из участников событий. Кадры, сделанные на берегу, сменяет съёмка с борта корабля, вышедшего в открытый океан, после чего камера уже смотрит на мир из под воды, наблюдая за тем, как издалека, появляясь словно из ниоткуда, приходят дельфины. Затем мы видим в воде человека, он плывёт спокойно и грациозно, он плывёт навстречу дельфинам. Контакт происходит деликатно и нежно: никаких касаний, лишь обмен взглядами, взаимный интерес и чуткая сосредоточенность друг на друге. Бо́льшая часть фильма состоит именно из этих, редчайших кадров взаимодействия человека и свободных китов-пилотов в их естественной среде обитания, в открытом Океане. Почти всё время камера находится предельно близко к дельфинам, за счёт чего зрителю передаются ощущения присутствия, неспешности, грациозности, спокойной сосредоточенности и плавности, что также подчёркнуто длинными планами и стилистикой монтажа. Визуальную красоту картины дополняет оригинальная музыка, дуэт виолончели и бас-гитары, следующий за движениями человека и дельфинов, эмоционально подчёркивающий происходящее на экране.
Сами авторы говорят о своём фильме так:

Фильм-погружение — в мир существ, населяющих нашу планету в пятьдесят раз дольше, чем человечество. Фильм-опыт — прямого диалога с ними и с мирозданием. Фильм-возможность — иного способа ви́дения жизни, сознания и самих себя.— Режиссёры Александр и Николь Гратовски
Смысловая, содержательная часть фильма выражена закадровым текстом, передающим зрителю размышления участника экспедиции, взаимодействующего в океане с дельфинами. Перед зрителем ставится рад вопросов: «почему киты и дельфины не ищут контакта с нами? что происходит с океаном, оттого, что они живут в нём? оттого, что они единственные на планете никогда не спят? что делают они с Миром своей жизнью, сотканной из внимания и любви? почему они не отвечают нам тем же, когда мы причиняем им боль? где проходит зона контакта? какова бы была сейчас наша цивилизация, если бы руководствовалась иными принципами, например о том, что чувства важнее и совершеннее разума? есть ли у каждого из нас прямая и непосредственная возможность общения с мирозданием?»
В конце фильма, перед титрами, на экране появляется надпись, не озвученная закадровым голосом: «Ежегодно на Фарерских островах в день традиционной охоты убивают около тысячи китов-пилотов». Таким образом, фильм одновременно является манифестом в защиту китообразных, призывая людей одуматься и прекратить уничтожение одних из наиболее сознательных существ на планете.

## Награды
2016
- Платиновая награда (англ. Platinum Remi) в категории «Океанография»[7] 49-го международного Хьюстонского кинофестиваля[англ.], США, март 2016

2015
- Номинант в категориях «Лучшая режиссура документального фильма»[8], «Лучшая операторская работа», «Лучший монтаж»[9] «Международного фестиваля кинематографистов в Милане» (англ. Milan International Filmmaker Festival of World Cinema), Италия, ноябрь 2015

- Победитель в номинации «Заслуги в области осознанности» (англ. Merit Award of Awareness) фестиваля «Осознанного кино» (англ. Awareness film festival), Лос-Анджелес, Калифорния, сентябрь 2015[10]

- Победитель в номинации «Лучшая операторская работа в документальном фильме»[11], а также номинант в категориях «Лучший продюсер документального фильма»[12], «Лучшая научная/образовательная кинодокументалистика»[13], «Лучшая режиссура короткометражного документального кино»[14] «Мадридского международного кинофестиваля», Испания, июль 2015

- Победитель в номинации «Лучшая режиссура документального фильма»[15] а также номинант в категориях «Лучший документальный фильм»[16], «Лучшая операторская работа в документальном фильме»[17], а также номинант специального «Приза жюри»[18] «Международного кинофестиваля в Тенерифе», Испания, июль 2015

2014
- Приз «За создание лучшего образа» (англ. Best Image Award) «Международного фестиваля подводного и приключенческого кино в Антибе», Франция, декабрь 2014[19]

- Официальный выбор «Всемирного фестиваля подводных изображений в Марселе», Франция, ноябрь 2014[2]